# 篠谷聖
篠谷 聖（しのたに ひじり、1989年10月3日 - 没年月日不詳）は、日本の元俳優。東京都出身。身長172cm、体重60kg。血液型O型。

## 略歴
2007年1月1日、都内某所で初詣最中にスカウトされ前事務所に所属。所属直後、ファッション雑誌『Cawaii!』にメンズモデルとして巻頭ページを飾る。
同年末から『ミュージカル テニスの王子様』に甲斐裕次郎役で出演。公演中に肺気胸を患い一時降板している。
2008年12月13日、公式ブログにて「度重なる契約違反と家庭の諸事情により、専属契約を解除し、芸能界を離れる運びとなりました。」との前事務所側の発表により事実上の芸能界引退となった。この発表後の2009年1月18日、シルバーアクセサリーブランド『Wild Strawberry』コラボ記念トークイベントが最後の出演となった。
2010年10月にG.P.Rへの移籍と芸能活動復帰を発表。2011年1月、俳優集団NAKED BOYZの第2期メンバーとなる。	 
2012年9月10日、未成年の女子（当時17歳）に対する強姦致傷の疑いで警視庁町田警察署に逮捕された。所属事務所の株式会社G.P.Rは当日付けで篠谷の契約を解除し、同日付けでNAKED BOYZを除名され、公式ブログも閉鎖された。またミュージカル『テニスの王子様』製作委員会とマーベラスAQLは篠谷に関する商品の発売中止を決定した。
2013年1月22日、東京地方裁判所立川支部にて懲役7年（求刑懲役10年）の実刑判決を受けた。
2023年9月17日、かつて『ミュージカル テニスの王子様』で共演した齋藤ヤスカがX（旧Twitter）にポストした内容により、篠谷がすでに故人であり、没年月日については触れていないものの、命日が冬であることが明かされた。亡くなったのは出所後であり、齋藤のポストからは、自死であったことが仄めかされている。
齋藤によれば、篠谷の出所後の社会復帰を支えるため、少しの間共に仕事をしていたという。篠谷は番組やイベントの裏方として活動しながら、徐々に現場復帰を目指していたが、舞台制作会社や事務所には取り合ってもらえず、自身の実績が抹消されている現実に苦しみ、「居場所がない」と繰り返していた。その後、篠谷が自ら命を絶ったことが、齋藤のポストから仄めかされている。
。

## 作品

### 映像作品
- キラキラACTORS TV 森山栄治・篠谷聖（2008年、マーベラスエンターテイメント）[12]

## 出演

### テレビドラマ
- Wild Strawberry 第4話（2008年4月、テレ朝チャンネル）

### オリジナルビデオ
- ネイキッドボーイズムービー「自分生中継」（2011年、マジカル） - 戸田悟司 役

### 舞台
- 飛行機雲〜DJから特攻隊へ愛を込めて〜（2007年7月、東京芸術劇場小ホール） - 青木剛（特攻隊員・上等飛行兵槽）役
- switch（2007年9月、ディファ有明） - 龍玄（少年）役
- ミュージカル テニスの王子様 - 甲斐裕次郎 役
  - The Progressive Match 比嘉 feat.立海（2007年12月 - 2008年2月）
  - Dream Live 5th （2008年5月）
  - The Imperial Presence 氷帝 feat. 比嘉（2008年7月）
- ミュージカル NEN,GOO!〜お江戸のスターが勢ぞろい（2008年4月9日 - 13日、池袋あうるすぽっと） - 小次郎 役
- エブリ リトル シング（2008年7月、紀伊國屋サザンシアター） - 清明 役
- SAMURAI 7（2008年11月、新宿コマ劇場） - カツシロウ 役
- ジッパー!（2010年10月、池袋あうるすぽっと） - 服部直人 役
- 花咲ける青少年〜The Budding Beauty in The Oriental Blue Wind〜（2011年2月、草月ホール） - ルマティ 役
  - 花咲ける青少年 ファイナル〜The Blooming Princess〜（2012年1月、サンシャイン劇場）
- ROMEO×JULIET〜legend of painful heart（2011年3月、中目黒キンケロシアター）
- ニコニコミュージカル ココロ（2011年4月 - 5月、シアター1010）
- ESORA（2011年6月、六本木俳優座劇場）
- スーパーミュージカル 聖闘士星矢（2011年7月28日 - 31日、スペース・ゼロ） - アンドロメダ瞬 役
- 八犬伝-疾風異聞録-（2011年9月、原宿クエストホール） - 犬江勘兵衛心 役
- MIDNIGHT DREAM〜機械城奇譚〜（2011年11月、中目黒キンケロシアター）
- 神☆ヴォイス〜Go!Go!Dreamers!!〜（2012年3月、MAKOTOシアター銀座）

### CM
- ホーユー「Beauteen」（2008年）

### インターネットテレビ
- 美男子界（2012年4月 - 9月、NOTTV） - レギュラー